# Begóniafajok listája
A begónia (Begonia) a tökvirágúak (Cucurbitales) rendjébe, ezen belül a begóniafélék (Begoniaceae) családjába tartozó nemzetség.

## A fajcsoportjai
Az alábbi fajokat és hibrideket az alábbi 68 fajcsoportba sorolják be:
- Begonia sect. Alicida
- Begonia sect. Apterobegonia
- Begonia sect. Augustia
- Begonia sect. Baccabegonia
- Begonia sect. Barya
- Begonia sect. Baryandra
- Begonia sect. Begonia
- Begonia sect. Bracteibegonia
- Begonia sect. Casparya
- Begonia sect. Chasmophila
- Begonia sect. Coelocentrum
- Begonia sect. Cristasemen
- Begonia sect. Cyathocnemis
- Begonia sect. Diploclinium
- Begonia sect. Donaldia
- Begonia sect. Doratometra
- Begonia sect. Enita
- Begonia sect. Erminea
- Begonia sect. Eupetalum
- Begonia sect. Filicibegonia
- Begonia sect. Gaerdtia
- Begonia sect. Gireoudia
- Begonia sect. Gobenia
- Begonia sect. Haagea
- Begonia sect. Heeringia
- Begonia sect. Hexaptera
- Begonia sect. Hydristyles
- Begonia sect. Knesebeckia
- Begonia sect. Lauchea
- Begonia sect. Leprosae
- Begonia sect. Lepsia
- Begonia sect. Loasibegonia
- Begonia sect. Mezierea
- Begonia sect. Monophyllon
- Begonia sect. Monopteron
- Begonia sect. Muscibegonia
- Begonia sect. Nerviplacentaria
- Begonia sect. Parietoplacentalia
- Begonia sect. Parvibegonia
- Begonia sect. Peltaugustia
- Begonia sect. Petermannia
- Begonia sect. Pilderia
- Begonia sect. Platycentrum
- Begonia sect. Pritzelia
- Begonia sect. Putzeysia
- Begonia sect. Quadrilobaria
- Begonia sect. Quadriperigonia
- Begonia sect. Reichenheimia
- Begonia sect. Ridleyella
- Begonia sect. Rossmannia
- Begonia sect. Rostrobegonia
- Begonia sect. Ruizopavonia
- Begonia sect. Scheidweileria
- Begonia sect. Scutobegonia
- Begonia sect. Semibegoniella
- Begonia sect. Sexalaria
- Begonia sect. Solananthera
- Begonia sect. Sphenanthera
- Begonia sect. Squamibegonia
- Begonia sect. Symbegonia
- Begonia sect. Tetrachia
- Begonia sect. Tetraphila
- Begonia sect. Trachelocarpus
- Begonia sect. Trendelenburgia
- Begonia sect. Urniformia
- Begonia sect. Wageneria
- Begonia sect. Warburgina
- Begonia sect. Weilbachia

A Begonia sect. Symbegonia nevű fajcsoport korábban önálló nemzetségként létezett, azonban a további kutatások következtében ennek fajait besorolták a valódi begóniák közé.

## Rendszerezés
A nemzetségbe az alábbi 1831 faj és 9 hibrid tartozik:
- Begonia abbottii Urb.
- Begonia abbreviata C.I Peng
- Begonia abdullahpieei Kiew
- Begonia aberrans Irmsch.
- Begonia aborensis Dunn
- Begonia acaulis Merr. & L.M.Perry
- Begonia acclivis Coyle
- Begonia acerifolia Kunth
- Begonia aceroides Irmsch.
- Begonia acetosa Vell.
- Begonia acetosella Craib
- Begonia acida Vell.
- Begonia acidulenta S.Julia & Kiew
- Begonia aconitifolia A.DC.
- Begonia acuminatissima Merr.
- Begonia acutifolia Jacq.
- Begonia acutiloba Liebm.
- Begonia acutitepala K.Y.Guan & D.K.Tian
- Begonia addrinii S.Julia & Kiew
- Begonia adenodes Irmsch.
- Begonia adenopoda Lem.
- Begonia adenostegia Stapf
- Begonia adliniana Rimi
- Begonia admirabilis Brade
- Begonia adpressa Sosef
- Begonia adscendens C.B.Clarke
- Begonia aenea Linden & André
- Begonia aequata A.Gray
- Begonia aequatoguineensis Sosef & Nguema
- Begonia aequatorialis L.B.Sm. & B.G.Schub.
- Begonia aequilateralis Irmsch.
- Begonia aeranthos L.B.Sm. & B.G.Schub.
- Begonia affinis Merr.
- Begonia afromigrata J.J.de Wilde
- Begonia aggeloptera N.Hallé
- Begonia aguabuenensis Burt-Utley & Utley
- Begonia aguiabrancensis L.Kollmann
- Begonia agusanensis Merr.
- Begonia aiensis C.W.Lin & C.I Peng
- Begonia aketajawensis Ardi & D.C.Thomas
- Begonia alabensis Kiew
- Begonia alba Merr.
- Begonia albidula Brade
- Begonia albobracteata Ridl.
- Begonia albococcinea Hook.
- Begonia albomaculata C.DC.
- Begonia × albopicta W.Bull
- Begonia alcarrasica J.Sierra
- Begonia alchemilloides A.DC.
- Begonia algaia L.B.Sm. & Wassh.
- Begonia alice-clarkae Ziesenh.
- Begonia alicida C.B.Clarke
- Begonia almedana Burt-Utley & Utley
- Begonia alnifolia A.DC.
- Begonia alpina L.B.Sm. & Wassh.
- Begonia alta Aver.
- Begonia altamiroi Brade
- Begonia altissima Ridl.
- Begonia altoperuviana A.DC.
- Begonia alvarezii Merr.
- Begonia alveolata T.T.Yu
- Begonia × amabilis Linden
- Begonia amidalae C.W.Lin & C.I Peng
- Begonia amphioxus Sands
- Begonia ampla Hook.f.
- Begonia anaimalaiensis Bedd.
- Begonia andamensis Parish ex C.B.Clarke
- Begonia andersonii Kiew & S.Julia
- Begonia andina Rusby
- Begonia androrangensis Humbert
- Begonia androturba Coyle
- Begonia anemoniflora Irmsch.
- Begonia angilogensis Merr.
- Begonia angolensis Irmsch.
- Begonia angraensis Brade
- Begonia angularis Raddi
- Begonia angulata Vell.
- Begonia angustilimba Merr.
- Begonia angustiloba A.DC.
- Begonia anisoptera Merr.
- Begonia anisosepala Hook.f.
- Begonia anjuanensis Humbert ex Aymonin & Bosser
- Begonia ankaranensis Humbert ex Aymonin & Bosser
- Begonia annobonensis A.DC.
- Begonia annulata K.Koch
- Begonia anodifolia A.DC.
- Begonia anserina C.W.Lin & C.I Peng
- Begonia antaisaka Humbert
- Begonia anthonyi Kiew
- Begonia antongilensis Humbert
- Begonia × antonietae Brade
- Begonia antsingyensis Humbert ex Aymonin & Bosser
- Begonia antsiranensis Aymonin & Bosser
- Begonia apayaoensis Merr.
- Begonia apiensis Kiew & S.Julia
- Begonia apparicioi Brade
- Begonia aptera Blume
- Begonia arachnoidea C.I Peng, Yan Liu & S.M.Ku
- Begonia arborescens Raddi
- Begonia arboreta Y.M.Shui
- Begonia archboldiana Merr. & L.M.Perry
- Begonia areolata Miq.
- Begonia arfakensis (Gibbs) L.L.Forrest & Hollingsw.
- Begonia argentea Linden
- Begonia argenteomarginata Tebbitt
- Begonia aridicaulis Ziesenh.
- Begonia armykapii S.Julia & C.Y.Ling
- Begonia arnottiana (Wight) A.DC.
- Begonia arrogans Irmsch.
- Begonia articulata Irmsch.
- Begonia artior Irmsch.
- Begonia asperifolia Irmsch.
- Begonia aspleniifolia Hook.f. ex A.DC.
- Begonia assurgens Irmsch. ex Weberling
- Begonia asteroides L.B.Sm. & B.G.Schub.
- Begonia asteropyrifolia Y.M.Shui & W.H.Chen
- Begonia atricha (Miq.) Miq. ex A.DC.
- Begonia atroglandulosa Sosef
- Begonia augustae Irmsch.
- Begonia augustinei Hemsl.
- Begonia aurantiiflora C.I Peng, Yan Liu & S.M.Ku
- Begonia auriculata Hook.f.
- Begonia auritistipula Y.M.Shui & W.H.Chen
- Begonia austroguangxiensis Y.M.Shui & W.H.Chen
- Begonia austrotaiwanensis Y.K.Chen & C.I.Peng
- Begonia awongii Sands
- Begonia axillaris Ridl.
- Begonia axillipara Ridl.
- Begonia azuensis Urb. & Ekman
- Begonia babeana Aver. & H.Q.Nguyen
- Begonia baccata Hook.f.
- Begonia bagotiana Humbert ex Aymonin & Bosser
- Begonia bahakensis Sands
- Begonia bahiensis A.DC.
- Begonia baik C.W.Lin & C.I Peng
- Begonia baikoides S.Julia & C.Y.Ling
- Begonia bakunensis S.Julia
- Begonia balansae C.DC.
- Begonia balansana Gagnep.
- Begonia baliensis Girm.
- Begonia balmisiana Balmis
- Begonia bamaensis Yan Liu & C.I Peng
- Begonia banaoensis J.Sierra
- Begonia bangii Kuntze
- Begonia barahonensis (O.E.Schulz) Urb.
- Begonia baramensis Merr.
- Begonia barbellata Ridl.
- Begonia barkeri Knowles & Westc.
- Begonia barkleyana L.B.Sm.
- Begonia baronii Baker
- Begonia barrigae L.B.Sm. & B.G.Schub.
- Begonia bartlettiana Merr. & L.M.Perry
- Begonia basintaliana Rimi
- Begonia bataiensis Kiew
- Begonia baturongensis Kiew
- Begonia baumannii Lemoine ex Wittm.
- Begonia baviensis Gagnep.
- Begonia bayae S.Julia & Kiew
- Begonia beccariana Ridl.
- Begonia beddomei Hook.f.
- Begonia bekopakensis Aymonin & Bosser
- Begonia belagaensis S.Julia
- Begonia bella Phutthai
- Begonia beludruvenea M.Hughes
- Begonia benaratensis S.Julia
- Begonia bengohensis S.Julia
- Begonia bequaertii Robyns & Lawalrée
- Begonia berhamanii Kiew
- Begonia bernadusii Guanih
- Begonia bernicei Aymard & G.A.Romero
- Begonia bernieri A.DC.
- Begonia beryllae Ridl.
- Begonia besleriifolia Schott
- Begonia betsimisaraka Humbert
- Begonia bettinae Ziesenh.
- Begonia bidentata Raddi
- Begonia biflora T.C.Ku
- Begonia bifolia Ridl.
- Begonia bifurcata L.B.Sm. & B.G.Schub.
- Begonia biguassuensis Brade
- Begonia biliranensis Merr.
- Begonia bimaensis Undaharta & Ardaka
- Begonia bintang Rimi
- Begonia binuangensis Merr.
- Begonia bipinnatifida J.J.Sm.
- Begonia biserrata Lindl.
- Begonia bissei J.Sierra
- Begonia blancii M.Hughes & C.I Peng
- Begonia bogneri Ziesenh.
- Begonia boisiana Gagnep.
- Begonia boissieri A.DC.
- Begonia boiviniana A.DC.
- Begonia boliviensis A.DC.
- Begonia bolleana Urb. & Ekman
- Begonia bolsteri Merr.
- Begonia bonii Gagnep.
- Begonia bonitoensis Brade
- Begonia bonthainensis Hemsl.
- Begonia bonus-henricus J.J.de Wilde
- Begonia boqueronensis Burt-Utley & Utley
- Begonia boraceiensis Handro
- Begonia boreoharlingii Moonlight & Tebbitt
- Begonia borneensis A.DC.
- Begonia bosseri Keraudren
- Begonia bosuangiana S.Julia
- Begonia botryoides Moonlight & Tebbitt
- Begonia boucheana (Klotzsch) A.DC.
- Begonia bouffordii C.I Peng
- mexikói begónia (Begonia bowerae) Ziesenh.
- Begonia brachybotrys Merr. & L.M.Perry
- Begonia brachyclada Urb. & Ekman
- Begonia brachypoda O.E.Schulz
- Begonia bracteata Jack
- Begonia bracteosa A.DC.
- Begonia bradei Irmsch.
- Begonia brandbygeana L.B.Sm. & Wassh.
- Begonia brandisiana Kurz
- Begonia brangbosangensis Girm.
- Begonia brassii Merr. & L.M.Perry
- Begonia breedlovei Burt-Utley
- Begonia brevibracteata Kupicha
- Begonia brevicaulis A.DC.
- Begonia brevicordata L.B.Sm. & B.G.Schub.
- Begonia brevilobata Irmsch.
- Begonia brevipedunculata Y.M.Shui
- Begonia brevipes Merr.
- Begonia brevipetala (A.DC.) Warb.
- Begonia brevirimosa Irmsch.
- Begonia × breviscapa C.I Peng, Yan Liu & S.M.Ku
- Begonia brevisetulosa C.Y.Wu
- Begonia bridgesii A.DC.
- Begonia bruneiana Sands
- Begonia buchtienii Irmsch.
- Begonia buddleiifolia A.DC.
- Begonia bufoderma L.B.Sm. & Wassh.
- Begonia buimontana Yamam.
- Begonia bulbillifera Link & Otto
- Begonia bullata Urb. & Ekman
- Begonia bullatifolia L.Kollmann
- Begonia burbidgei Stapf
- Begonia burkillii Dunn
- Begonia burmensis L.B.Sm. & Wassh.
- Begonia burttii Kiew & S.Julia
- Begonia buseyi Burt-Utley
- Begonia cacauicola L.B.Sm. ex S.F.Sm. & Wassh.
- Begonia caespitosa Jack
- Begonia calcarea Ridl.
- Begonia calcicola Merr.
- Begonia calciphila C.I Peng
- Begonia calderonii Standl.
- Begonia calliantha Merr. & L.M.Perry
- Begonia callosa L.Kollmann
- Begonia calvescens (Brade ex L.B.Sm. & R.C.Sm.) E.L.Jacques & Mamede
- Begonia calzadae Burt-Utley & Utley
- Begonia campanensis Burt-Utley & Utley
- Begonia camposportoana Brade
- Begonia canarana Miq.
- Begonia candollei Ziesenh.
- Begonia caobangensis C.I Peng & C.W.Lin
- Begonia capanemae Brade
- Begonia caparaoensis E.L.Jacques & L.Kollmann
- Begonia capensis L.f.
- Begonia capillipes Gilg
- Begonia capituliformis Irmsch.
- Begonia caraguatatubensis Brade
- Begonia cardiocarpa Liebm.
- Begonia cardiophora Irmsch.
- Begonia cariocana Brade ex L.B.Sm. & Wassh.
- Begonia carletonii Standl.
- Begonia carnosa (Teijsm. & Binn.) Teijsm. & Binn.
- Begonia carnosula Ridl.
- Begonia carolineifolia Regel
- Begonia carpinifolia Liebm.
- Begonia carrieae Ziesenh.
- Begonia casiguranensis Quisumb. & Merr.
- Begonia castaneifolia Otto & A.Dietr.
- Begonia castilloi Merr.
- Begonia catharinensis Brade
- Begonia cathayana Hemsl.
- Begonia cathcartii Hook.f. & Thomson
- Begonia caudata Merr.
- Begonia cauliflora Sands
- Begonia cavaleriei H.Lév.
- Begonia cavallyensis A.Chev.
- Begonia cavum Ziesenh.
- Begonia cebadillensis Houghton ex L.B.Sm. & B.G.Schub.
- Begonia cehengensis T.C.Ku
- Begonia celata S.Julia & Kiew
- Begonia celebica Irmsch.
- Begonia cerasiphylla L.B.Sm. & Wassh.
- Begonia ceratocarpa S.H.Huang & Y.M.Shui
- Begonia chaetocarpa Kuntze
- Begonia chaiana Kiew & S.Julia
- Begonia chakensis S.Julia & C.Y.Ling
- Begonia chambersiae W.N.Takeuchi
- Begonia chemillenensis Moonlight
- Begonia chiapensis Burt-Utley
- Begonia chiasmogyna M.Hughes
- Begonia chingii Irmsch.
- Begonia chingipengii Rubite
- Begonia chishuiensis T.C.Ku
- Begonia chitoensis Tang S.Liu & M.J.Lai
- Begonia chivatoa Ziesenh.
- Begonia chlorandra Sands
- Begonia chlorocarpa Irmsch. ex Sands
- Begonia chlorolepis L.B.Sm. & B.G.Schub.
- Begonia chloroneura P.Wilkie & Sands
- Begonia chlorosticta Sands
- Begonia chongii Sands
- Begonia chongzuoensis Yan Liu, S.M.Ku & C.I Peng
- Begonia chrysantha Tebbitt
- Begonia × chungii C.I Peng & S.M.Ku
- Begonia chuniana C.Y.Wu
- Begonia chuyunshanensis C.I Peng & Y.K.Chen
- Begonia ciliifera Merr.
- Begonia ciliobracteata Warb.
- Begonia cincinnifera Irmsch.
- Begonia cinnabarina Hook.
- Begonia circularis C.I Peng & C.W.Lin
- Begonia circumlobata Hance
- Begonia cirrosa L.B.Sm. & Wassh.
- Begonia cladocarpoides Humbert ex Aymonin & Bosser
- Begonia cladotricha M.Hughes
- Begonia clarkei Hook.f.
- Begonia clavicaulis Irmsch.
- Begonia clemensiae Merr. & L.M.Perry
- Begonia cleopatrae Coyle
- Begonia clypeifolia Hook.f.
- Begonia coccinea Hook.
- Begonia coelocentroides Y.M.Shui & Z.D.Wei
- Begonia cognata Irmsch.
- Begonia collaris Brade
- Begonia collisiae Merr.
- Begonia colombiana L.B.Sm. & B.G.Schub.
- Begonia colorata Warb.
- Begonia comata Kuntze
- Begonia comestibilis D.C.Thomas & Ardi
- Begonia comorensis Warb.
- Begonia compacta S.Julia & Kiew
- Begonia concanensis A.DC.
- Begonia conchifolia A.Dietr.
- Begonia concinna Schott
- Begonia confinis L.B.Sm. & Wassh.
- Begonia confusa L.B.Sm. & B.G.Schub.
- Begonia congesta Ridl.
- Begonia conipila Irmsch. ex Kiew
- Begonia conniegeriae S.Julia & Kiew
- Begonia consanguinea Merr.
- Begonia consobrina Irmsch.
- Begonia contracta Warb.
- Begonia convallariodora C.DC.
- Begonia convolvulacea (Klotzsch) A.DC.
- Begonia cooperi C.DC.
- Begonia copelandii Merr.
- Begonia copeyana C.DC.
- Begonia coptidifolia H.G.Ye, F.G.Wang, Y.S.Ye & C.I Peng
- Begonia coptidimontana C.Y.Wu
- Begonia cordata Vell.
- Begonia cordifolia (Wight) Thwaites
- Begonia coriacea Hassk.
- Begonia corneri Kiew
- Begonia cornitepala Irmsch.
- Begonia cornuta L.B.Sm. & B.G.Schub.
- Begonia coronensis Merr.
- Begonia corredorana C.DC.
- Begonia corrugata Kiew & S.Julia
- Begonia corzoensis Ziesenh.
- Begonia coursii Humbert ex Aymonin
- Begonia cowellii Nash
- Begonia crassa S.Julia & Kiew
- Begonia crassicaulis Lindl.
- Begonia crassula Aver.
- Begonia crateris Exell
- Begonia cremnophila Tebbitt
- Begonia crenata Dryand.
- Begonia crinita Oliv. ex Hook.f.
- Begonia crispipila Elmer
- Begonia crispula Brade
- Begonia cristobalensis Ziesenh.
- Begonia croatii Burt-Utley
- Begonia crocea C.I Peng
- Begonia crockerensis Rimi
- Begonia cryptocarpa L.B.Sm. & B.G.Schub.
- Begonia crystallina Y.M.Shui & W.H.Chen
- Begonia cuatrecasasiana L.B.Sm. & B.G.Schub.
- Begonia cubensis Hassk.
- Begonia cucphuongensis H.Q.Nguyen & Tebbitt
- Begonia cucullata Willd.
- Begonia cucurbitifolia C.Y.Wu
- Begonia cuernavacensis Ziesenh.
- Begonia culasiensis C.I Peng, Rubite, C.W.Lin & K.F.Chung
- Begonia cumingiana (Klotzsch) A.DC.
- Begonia cumingii A.Gray
- Begonia cuneatifolia Irmsch.
- Begonia cupreata Henriq.
- Begonia curtii L.B.Sm. & B.G.Schub.
- Begonia curvicarpa S.M.Ku, C.I Peng & Yan Liu
- Begonia cyanescens Sands
- Begonia cyathophora Poepp. & Endl.
- Begonia cylindrata L.B.Sm. & B.G.Schub.
- Begonia cylindrica D.R.Liang & X.X.Chen
- Begonia cymbalifera L.B.Sm. & B.G.Schub.
- Begonia danumensis Chong
- Begonia darthvaderiana C.W.Lin & C.I Peng
- Begonia davisii Hook.f.
- Begonia daweishanensis S.H.Huang & Y.M.Shui
- Begonia daxinensis T.C.Ku
- Begonia dealbata Liebm.
- Begonia debaoensis C.I Peng, Yan Liu & S.M.Ku
- Begonia decandra Pav. ex A.DC.
- Begonia decaryana Humbert ex Aymonin & Bosser
- Begonia declinata Vell.
- Begonia decora Stapf
- Begonia delicata Gregório & J.A.S.Costa
- Begonia delicatula Parish ex C.B.Clarke
- Begonia demissa Craib
- Begonia densifolia Irmsch.
- Begonia densiretis Irmsch.
- Begonia dentatiloba A.DC.
- Begonia dentatobracteata C.Y.Wu
- Begonia denticulata Kunth
- Begonia depauperata Schott
- Begonia descoleana L.B.Sm. & B.G.Schub.
- Begonia devexa S.Julia & Kiew
- Begonia dewildei Sosef
- Begonia dichotoma Jacq.
- Begonia didyma D.C.Thomas & Ardi
- Begonia dielsiana E.Pritz. ex Diels
- Begonia dietrichiana Irmsch.
- Begonia difformis (Irmsch.) W.C.Leong, C.I Peng & K.F.Chung
- Begonia diffusa L.B.Sm. & B.G.Schub.
- Begonia diffusiflora Merr. & L.M.Perry
- Begonia digitata Raddi
- Begonia digyna Irmsch.
- Begonia dimorpha S.Julia
- Begonia dinosauria C.W.Lin & C.I Peng
- Begonia dioica Buch.-Ham. ex D.Don
- Begonia dipetala Graham
- Begonia discrepans Irmsch.
- Begonia discreta Craib
- Begonia divaricata Irmsch.
- Begonia divergens Kiew & S.Julia
- Begonia diversistipulata Irmsch.
- Begonia diwolii Kiew
- Begonia djamuensis Irmsch.
- Begonia dodsonii L.B.Sm. & Wassh.
- Begonia dolichobracteata Girm.
- Begonia dolichocarpa Girm.
- Begonia dolichotricha Merr.
- Begonia doloisii Rimi
- Begonia domingensis A.DC.
- Begonia donkelaariana Lem.
- Begonia dosedlae Gilli
- Begonia dregei Otto & A.Dietr.
- Begonia dressleri Burt-Utley
- Begonia droopiae Ardi
- Begonia dryadis Irmsch.
- Begonia duclouxii Gagnep.
- Begonia dugandiana L.B.Sm. & B.G.Schub.
- Begonia duncan-thomasii Sosef
- Begonia dux C.B.Clarke
- Begonia eberhardtii Gagnep.
- Begonia ebolowensis Engl.
- Begonia echinosepala Regel
- Begonia eciliata O.E.Schulz
- Begonia edanoi Merr.
- Begonia edgariana S.Julia & Kiew
- Begonia edmundoi Brade
- Begonia edulis H.Lév.
- Begonia egregia N.E.Br.
- Begonia eiromischa Ridl.
- Begonia elachista Moonlight & Tebbitt
- Begonia elaeagnifolia Hook.f.
- virágos begónia vagy sudár begónia (Begonia x elatior-cultorum)
- Begonia elatostematoides Merr.
- Begonia elatostemma Ridl.
- Begonia elatostemmoides Hook.f.
- Begonia elianeae Gregório & J.A.S.Costa
- Begonia eliassii Warb.
- Begonia elisabethae Kiew
- Begonia elmeri Merr.
- Begonia emeiensis C.M.Hu
- Begonia eminii Warb.
- Begonia engleri Gilg
- Begonia epibaterium Mart. ex A.DC.
- Begonia epipsila Brade
- Begonia erecta Vell.
- Begonia erectocaulis Sosef
- Begonia erectotricha Sosef
- Begonia erminea L'Hér.
- Begonia erythrogyna Sands
- Begonia erythrothrix Tebbitt & Moonlight
- Begonia esculenta Merr.
- Begonia espiritosantensis E.L.Jacques & Mamede
- Begonia estrellensis C.DC.
- Begonia euryphylla L.B.Sm. ex S.F.Sm. & Wassh.
- Begonia eutricha Sands
- Begonia everettii Merr.
- Begonia exalata C.DC.
- Begonia exigua Irmsch.
- Begonia exilis O.E.Schulz
- Begonia exposita Phutthai & M.Hughes
- Begonia extensa L.B.Sm. & B.G.Schub.
- Begonia extranea L.B.Sm. & B.G.Schub.
- Begonia fabulosa L.B.Sm. & Wassh.
- Begonia fagifolia Otto & A.Dietr.
- Begonia falcifolia Hook.f.
- Begonia falciloba Liebm.
- Begonia fangii Y.M.Shui & C.I Peng
- Begonia fasciculata Jack
- Begonia fasciculiflora Merr.
- Begonia faustinoi Burt-Utley & Utley
- Begonia felis C.W.Lin & C.I Peng
- Begonia fellereriana Irmsch.
- Begonia fengii T.C.Ku
- Begonia fenicis Merr.
- Begonia fernaldiana L.B.Sm. & B.G.Schub.
- Begonia fernandoi-costae Irmsch.
- Begonia ferox C.I Peng & Yan Liu
- Begonia ferramica N.Hallé
- Begonia ferruginea L.f.
- Begonia festiva Craib
- Begonia fibrosa C.B.Clarke
- Begonia fiebrigii C.DC.
- Begonia filibracteosa Irmsch.
- Begonia filiformis Irmsch.
- Begonia fimbriata Liebm.
- Begonia fimbribracteata Y.M.Shui & W.H.Chen
- Begonia fimbristipula Hance
- Begonia fischeri Schrank
- Begonia fissistyla Irmsch.
- Begonia flacca Irmsch.
- Begonia flaccidissima Kurz
- Begonia flagellaris H.Hara
- Begonia flammea Rimi
- Begonia flaviflora H.Hara
- Begonia flavovirens Kiew & S.Julia
- Begonia flexicaulis Ridl.
- Begonia flexula Ridl.
- Begonia floccifera Bedd.
- Begonia fluminensis Brade
- Begonia fluvialis M.Hughes
- aprólevelű begónia (Begonia foliosa) Kunth
- Begonia forbesii King
- Begonia fordii Irmsch.
- Begonia forgetiana Hemsl.
- Begonia formosana (Hayata) Masam.
- Begonia formosissima Sandwith
- Begonia forrestii Irmsch.
- Begonia fortunensis Burt-Utley & Utley
- Begonia foveolata Irmsch.
- Begonia foxworthyi Burkill ex Ridl.
- Begonia fractiflexa S.Julia & Kiew
- Begonia fragae L.Kollmann & Peixoto
- Begonia francisiae Ziesenh.
- Begonia francoisii Guillaumin
- Begonia fraseri Kiew
- Begonia friburgensis Brade
- Begonia froebelii A.DC.
- Begonia fruticella Ridl.
- Begonia fruticosa (Klotzsch) A.DC.
- Begonia fuchsiiflora (A.DC.) A.I.Baranov & F.A.Barkley
- Begonia fuchsioides Hook.
- Begonia fulvosetulosa Brade
- Begonia fulvovillosa Warb.
- Begonia furfuracea Hook.f.
- Begonia fusca Liebm.
- Begonia fuscisetosa Sands
- Begonia fuscocaulis Brade
- Begonia fusialata Warb.
- Begonia fusibulba C.DC.
- Begonia fusicarpa Irmsch.
- Begonia gabonensis J.J.de Wilde
- Begonia gagnepainiana Irmsch.
- Begonia galeolepis Ardi & D.C.Thomas
- Begonia gambutensis Ardi & D.C.Thomas
- Begonia gamolepis L.B.Sm. & B.G.Schub.
- Begonia garagarana C.DC.
- Begonia gardneri A.DC.
- Begonia garrettii Craib
- Begonia garuvae L.B.Sm. & R.C.Sm.
- Begonia gehrtii Irmsch.
- Begonia gelasensis Rimi & Kinahim
- Begonia gemella Warb. ex L.B.Sm. & Wassh.
- Begonia geminiflora L.B.Sm. & Wassh.
- Begonia gemmipara Hook.f. & Thomson
- Begonia gentilii De Wild.
- Begonia gentryi Burt-Utley & Utley
- Begonia geoffrayi Gagnep.
- Begonia georgei Coyle
- Begonia geraniifolia Hook.
- Begonia geranioides Hook.f.
- Begonia germaineana Tebbitt
- Begonia gesneriifolia Aver.
- Begonia gesnerioides L.B.Sm. & B.G.Schub.
- Begonia gibbsiae Irmsch. ex Sands
- Begonia gigabracteata Hong Z.Li & H.Ma
- Begonia gigaphylla Y.M.Shui & W.H.Chen
- Begonia gilgiana Irmsch.
- Begonia gitingensis Elmer
- Begonia glaberrima Urb. & Ekman
- Begonia glabra Aubl.
- Begonia glabricaulis Irmsch.
- Begonia glandulifera Griseb.
- Begonia glandulosa A.DC. ex Hook.
- Begonia glauca (Klotzsch) Ruiz & Pav. ex A.DC.
- Begonia glaucoides Irmsch.
- Begonia glechomifolia C.M.Hu
- Begonia goegoensis N.E.Br.
- Begonia goldingiana L.Kollmann & A.P.Fontana
- Begonia gomantongensis Kiew
- Begonia goniotis C.B.Clarke
- Begonia gorgonea Tebbitt
- Begonia gossweileri Irmsch.
- Begonia goudotii A.DC.
- Begonia gracilicyma Irmsch. ex M.Hughes
- Begonia gracilioides Burt-Utley & Utley
- Begonia gracilior Burt-Utley & McVaugh
- Begonia gracilipes Merr.
- Begonia gracilis Kunth
- Begonia grandipetala Irmsch.
- Begonia grandis Dryand.
- Begonia grantiana Craib
- Begonia grata Geddes
- Begonia griffithiana (A.DC.) Warb.
- Begonia grisea A.DC.
- Begonia groenewegensis K.Koch & Fint.
- Begonia guaduensis Kunth
- Begonia guangxiensis C.Y.Wu
- Begonia guaniana H.Ma & Hong Z.Li
- Begonia guatemalensis Van Houtte ex Galeotti
- Begonia gueritziana Gibbs
- Begonia guishanensis S.H.Huang & Y.M.Shui
- Begonia gulinqingensis S.H.Huang & Y.M.Shui
- Begonia gungshanensis C.Y.Wu
- Begonia gunnerifolia Linden & André
- Begonia gusilii Rimi
- Begonia gutierrezii Coyle
- Begonia guttapila D.C.Thomas & Ardi
- Begonia hahiepiana H.Q.Nguyen & Tebbitt
- Begonia hainanensis Chun & F.Chun
- Begonia halabanensis M.Hughes
- Begonia halconensis Merr.
- Begonia handelii Irmsch.
- Begonia handroi Brade
- Begonia harauensis Girm.
- Begonia harlingii L.B.Sm. & Wassh.
- Begonia harmandii Gagnep.
- Begonia hasskarliana (Miq.) Miq. ex A.DC.
- Begonia hassleri C.DC.
- Begonia hatacoa Buch.-Ham. ex D.Don
- Begonia havilandii Ridl.
- Begonia hayamiana Nob.Tanaka
- Begonia hayatae Gagnep.
- Begonia hekensis D.C.Thomas
- Begonia hekouensis S.H.Huang
- Begonia heliantha Tebbitt
- Begonia heliostrophe Kiew
- Begonia hemsleyana Hook.f.
- Begonia henrilaportei Scherber. & Duruiss.
- Begonia henryi Hemsl.
- Begonia heracleifolia Schltdl. & Cham.
- Begonia herbacea Vell.
- Begonia heringeri Brade
- Begonia hernandioides Merr.
- Begonia herrerae L.B.Sm. & B.G.Schub.
- Begonia herteri Irmsch.
- Begonia herveyana King
- Begonia heterochroma Sosef
- Begonia heteroclinis Miq. ex Koord.
- Begonia heteropoda Baker
- Begonia hexandra Irmsch.
- Begonia hexaptera Sands
- Begonia heydei C.DC.
- Begonia hidirii Tawan, Ipor & Meekiong
- Begonia hilariana A.DC.
- Begonia hintoniana L.B.Sm. & B.G.Schub.
- Begonia hirsuta Aubl.
- Begonia hirsuticarpa C.W.Lin & C.I Peng
- Begonia hirsuticaulis Irmsch.
- Begonia hirsutula Hook.f.
- Begonia hirta (Klotzsch) L.B.Sm. & B.G.Schub.
- Begonia hirtella Link
- Begonia hirtitepala S.Julia & Kiew
- Begonia hispida Schott ex A.DC.
- Begonia hispidissima Zipp. ex Koord.
- Begonia hispidivillosa Ziesenh.
- Begonia hitchcockii Irmsch.
- Begonia hoehneana Irmsch.
- Begonia hohuanensis S.S.Ying
- Begonia holmnielseniana L.B.Sm. & Wassh.
- Begonia holosericea (Teijsm. & Binn.) Teijsm. & Binn.
- Begonia holosericeoides Ardi & D.C.Thomas
- Begonia holtonis A.DC.
- Begonia holttumii Irmsch.
- Begonia homonyma Steud.
- Begonia hondurensis Burt-Utley & Utley
- Begonia hongkongensis F.W.Xing
- Begonia hookeriana Gardner
- Begonia hooveriana Wiriad.
- Begonia horsfieldii (Miq.) Miq. ex A.DC.
- Begonia horticola Irmsch.
- Begonia hosensis C.W.Lin & C.I Peng
- Begonia houttuynioides T.T.Yu
- Begonia howii Merr. & Chun
- Begonia huangii Y.M.Shui & W.H.Chen
- Begonia hubertii Ziesenh.
- Begonia huegelii (Klotzsch) A.DC.
- Begonia hughesii Rubite & C.I Peng
- Begonia hullettii Ridl.
- Begonia humbertii Keraudren
- Begonia humboldtiana Gibbs
- Begonia humericola Sands
- Begonia humilicaulis Irmsch.
- Begonia humilis Aiton
- Begonia humillima L.B.Sm. & Wassh.
- pajzslevelű begónia (Begonia hydrocotylifolia) Otto ex Hook.
- Begonia hydrophylloides L.B.Sm. & B.G.Schub.
- Begonia hymenocarpa C.Y.Wu
- Begonia hymenophylla Gagnep.
- Begonia hymenophylloides Kingdon-Ward ex L.B.Sm. & Wassh.
- Begonia ibitiocensis E.L.Jacques & Mamede
- Begonia ignea (Klotzsch) Warsz. ex A.DC.
- Begonia ignita C.W.Lin & C.I Peng
- Begonia ignorata Irmsch.
- Begonia imbricata Sands
- Begonia imitans Irmsch.
- Begonia imperfecta Irmsch.
- Begonia imperialis Lem.
- Begonia incarnata Link & Otto
- Begonia incerta Craib
- Begonia incisa A.DC.
- Begonia incisoserrata (Klotzsch) A.DC.
- Begonia incompta Kiew
- Begonia incondita Craib
- Begonia inconspicua Brade
- Begonia inculta Irmsch.
- Begonia inobongensis Kiew
- Begonia inopinata Guanih
- Begonia inostegia Stapf
- Begonia inostegioides Chong
- Begonia insueta D.C.Thomas & Ardi
- Begonia insularis Brade
- Begonia insularum Irmsch.
- Begonia integerrima Spreng.
- Begonia integrifolia Dalzell
- Begonia intermixta Irmsch.
- Begonia inversa Irmsch.
- Begonia involucrata Liebm.
- Begonia ionophylla Irmsch.
- Begonia iridescens Dunn
- Begonia iridifolia C.W.Lin & C.I Peng
- Begonia irmscheri L.B.Sm. & B.G.Schub.
- Begonia isabelensis Quisumb. & Merr.
- Begonia isalensis Humbert ex Aymonin & Bosser
- Begonia isoptera Dryand. ex Sm.
- Begonia isopterocarpa Irmsch.
- Begonia isopteroidea King
- Begonia itaguassuensis Brade
- Begonia itatiaiensis Brade
- Begonia itatinensis Irmsch. ex Brade
- Begonia itupavensis Brade
- Begonia iucunda Irmsch.
- Begonia jackiana M.Hughes
- Begonia jagorii Warb.
- Begonia jaguarensis L.Kollmann, R.S.Lopes & Peixoto
- Begonia jaliscana Burt-Utley
- Begonia jamaicensis A.DC.
- Begonia jamilahana Y.W.Low, Joffre & Ariffin
- Begonia jamilahanuana S.Julia
- Begonia jamiliana Rimi
- Begonia jaranpusangensis Girm.
- Begonia jarmilae Halda
- Begonia jayaensis Kiew
- Begonia jenginensis S.Julia & Kiew
- Begonia jenmanii Tutin
- Begonia jiewhoei Kiew
- Begonia jingxiensis D.Fang & Y.G.Wei
- Begonia jinyunensis C.I Peng, Bo Ding & Qian Wang
- Begonia jocelinoi Brade
- Begonia joffrei S.Julia
- Begonia johariana S.Julia & C.Y.Ling
- Begonia johnstonii Oliv. ex Hook.f.
- Begonia josephi A.DC.
- Begonia jugamensis S.Julia & Kiew
- Begonia julaihiana S.Julia & C.Y.Ling
- Begonia juliana Loefgr. ex Irmsch.
- Begonia juliasangii Kiew
- Begonia juninensis Irmsch.
- Begonia juntasensis Kuntze
- Begonia jureiensis S.J.Gomes da Silva & Mamede
- Begonia kachak K.G.Pearce
- Begonia kachinensis Nob.Tanaka
- Begonia kalabenonensis Humbert ex Aymonin & Bosser
- Begonia kalbreyeri (Oliv.) L.B.Sm. & B.G.Schub.
- Begonia kanaensis Kiew & C.Y.Ling
- Begonia kanburiensis Phutthai
- Begonia kaniensis Irmsch.
- Begonia karangputihensis Girm.
- Begonia karperi J.C.Arends
- Begonia karwinskyana A.DC.
- Begonia kasutensis K.G.Pearce
- Begonia keeana Kiew
- Begonia keithii Kiew
- Begonia kelliana Irmsch.
- Begonia kemumuensis M.Hughes
- Begonia kenworthyae Ziesenh.
- Begonia keraudreniae Bosser
- Begonia kerrii Craib
- Begonia kerstingii Irmsch.
- Begonia khaophanomensis Phutthai & M.Hughes
- Begonia khasiana C.B.Clarke
- Begonia kiamfeei Kiew & S.Julia
- Begonia kibambanganensis Guanih & Chong
- Begonia killipiana L.B.Sm. & B.G.Schub.
- Begonia kinabaluensis Sands
- Begonia kinahimiae Rimi
- Begonia kingdon-wardii Tebbitt
- Begonia kingiana Irmsch.
- Begonia kipandiensis S.Julia
- Begonia kisuluana Büttner
- Begonia klemmei Merr.
- Begonia klossii Ridl.
- Begonia knoopii Ziesenh.
- Begonia koksunii Kiew
- Begonia komoensis Irmsch.
- Begonia konderreisiana L.B.Sm. & R.C.Sm.
- Begonia koordersii Warb. ex L.B.Sm. & Wassh.
- Begonia korthalsiana Miq. ex M.Hughes
- Begonia kortsiae Ziesenh.
- Begonia kouytcheouensis Guillaumin
- Begonia krystofii Halda
- Begonia kuchingensis C.W.Lin & C.I Peng
- Begonia kudoensis Girm.
- Begonia kuhlmannii Brade
- Begonia kui C.I Peng
- Begonia kunthiana Walp.
- Begonia kurakura Tawan, Ipor & Meekiong
- Begonia labiensis (Sands) S.Julia
- Begonia labordei H.Lév.
- Begonia laccophora Sands
- Begonia lacera Merr.
- Begonia lacerata Irmsch.
- Begonia lachaoensis Ziesenh.
- Begonia lacunosa Warb.
- Begonia laevis Ridl.
- Begonia lagunensis Elmer
- Begonia lailana Kiew & Geri
- Begonia lambii Kiew
- Begonia lambirensis Kiew & S.Julia
- Begonia laminariae Irmsch.
- Begonia lamriana Rimi
- Begonia lamxayana Souvann.
- Begonia lancangensis S.H.Huang
- Begonia lanceolata Vell.
- Begonia lancifolia Merr.
- Begonia lancilimba Merr.
- Begonia langbianensis Baker f.
- Begonia langsonensis C.I Peng & C.W.Lin
- Begonia lansbergeae L.Linden & Rodigas
- Begonia lanstyakii Brade
- Begonia lanternaria Irmsch.
- Begonia laporteifolia Warb.
- Begonia larorum L.B.Sm. & Wassh.
- Begonia laruei M.Hughes
- Begonia lasioura D.C.Thomas & Ardi
- Begonia latistipula Merr.
- Begonia lauterbachii Warb.
- Begonia lawii C.W.Lin & C.I Peng
- Begonia laxa L.B.Sm. & B.G.Schub.
- Begonia layang-layang Kiew
- Begonia lazat Kiew & Reza Azmi
- Begonia lealii Brade
- Begonia leandrii Humbert ex Aymonin & Bosser
- Begonia leathermaniae O'Reilly & Kareg.
- Begonia ledermannii Irmsch.
- Begonia lehmannii (Irmsch.) L.B.Sm. & B.G.Schub.
- Begonia leipingensis D.K.Tian, Li H.Yang & Chun Li
- Begonia leivae J.Sierra
- Begonia lempuyangensis Girm.
- Begonia lemurica Keraudren
- Begonia lengguanii Kiew
- Begonia leopoldinensis L.Kollmann
- Begonia lepida Blume
- Begonia lepidella Ridl.
- Begonia leprosa Hance
- Begonia leptantha C.B.Rob.
- Begonia leptoptera H.Hara
- Begonia leptostyla Irmsch.
- Begonia letestui J.J.de Wilde
- Begonia letouzeyi Sosef
- Begonia leucochlora Sands
- Begonia leuconeura Urb. & Ekman
- Begonia leucosticta Warb.
- Begonia leucotricha Sands
- Begonia leuserensis M.Hughes
- Begonia libanensis Urb.
- Begonia libera (L.B.Sm. & B.G.Schub.) L.B.Sm. & B.G.Schub.
- Begonia lichenora C.W.Lin & C.I Peng
- Begonia liesneri Burt-Utley & Utley
- Begonia lignescens Morton
- Begonia lilliputana M.Hughes
- Begonia limprichtii Irmsch.
- Begonia linauensis S.Julia
- Begonia lindleyana Walp.
- Begonia lindmanii Brade
- Begonia linearifolia J.Sierra
- Begonia lineolata Brade
- Begonia lingiae S.Julia
- Begonia lipingensis Irmsch.
- Begonia lipolepis L.B.Sm.
- Begonia listada L.B.Sm. & Wassh.
- Begonia lithophila C.Y.Wu
- Begonia littleri Merr.
- Begonia liuyanii C.I Peng, S.M.Ku & W.C.Leong
- Begonia lobbii (Hassk.) A.DC.
- Begonia locii C.I Peng, C.W.Lin & H.Q.Nguyen
- Begonia loheri Merr.
- Begonia lombokensis Girm.
- Begonia lomensis Britton & P.Wilson
- Begonia longanensis C.Y.Wu
- Begonia longgangensis C.I Peng & Yan Liu
- Begonia longialata K.Y.Guan & D.K.Tian
- Begonia longibarbata Brade
- Begonia longibractea Merr.
- Begonia longicarpa K.Y.Guan & D.K.Tian
- Begonia longicaulis Ridl.
- Begonia longiciliata C.Y.Wu
- Begonia longifolia Blume
- Begonia longinoda Merr.
- Begonia longipedunculata Golding & Kareg.
- Begonia longipetiolata Gilg
- Begonia longirostris Benth.
- Begonia longiscapa Warb.
- Begonia longiseta Irmsch.
- Begonia longistipula Merr.
- Begonia longistyla Y.M.Shui & W.H.Chen
- Begonia longivillosa A.DC.
- Begonia lopensis Sosef & M.E.Leal
- Begonia lophoptera Rolfe
- Begonia loranthoides Hook.f.
- Begonia lossiae L.Kollmann
- Begonia louis-williamsii Burt-Utley
- Begonia lowiana King
- Begonia lubbersii É.Morren
- Begonia lucidissima Golding & Kareg.
- Begonia lucifuga Irmsch.
- Begonia lucychongiana S.Julia & Kiew
- Begonia ludicra A.DC.
- Begonia ludwigii Irmsch.
- Begonia lugonis L.B.Sm. & Wassh.
- Begonia lugrae Ardhaka & Undaharta
- Begonia lukuana Y.C.Liu & C.H.Ou
- Begonia lunaris E.L.Jacques
- Begonia lunatistyla Irmsch.
- Begonia luochengensis S.M.Ku, C.I Peng & Yan Liu
- Begonia lutea L.B.Sm. & B.G.Schub.
- Begonia luxurians Scheidw.
- Begonia luzhaiensis T.C.Ku
- Begonia luzonensis Warb.
- Begonia lyallii A.DC.
- Begonia lyman-smithii Burt-Utley & Utley
- Begonia lyniceorum Burt-Utley
- Begonia macduffieana L.B.Sm. & B.G.Schub.
- Begonia macgregorii Merr.
- Begonia machrisiana L.B.Sm. & B.G.Schub.
- Begonia macintyreana M.Hughes
- Begonia macra A.DC.
- Begonia macrocarpa Warb.
- Begonia macrotis Vis.
- Begonia macrotoma Irmsch.
- Begonia maculata Raddi
- Begonia macvaughii Burt-Utley & Utley
- Begonia madaiensis Kiew
- Begonia madecassa Keraudren
- Begonia maestrensis Urb.
- Begonia magdalenae L.B.Sm. & B.G.Schub.
- Begonia magdalenensis Brade
- Begonia magentifolia Kiew & S.Julia
- Begonia magnicarpa C.W.Lin & C.I Peng
- Begonia majungaensis Guillaumin
- Begonia makrinii C.V.Morton ex Burt-Utley & Utley
- Begonia malabarica Lam.
- Begonia malachosticta Sands
- Begonia malindangensis Merr.
- Begonia malipoensis S.H.Huang & Y.M.Shui
- Begonia malmquistiana Irmsch.
- Begonia mamutensis Sands
- Begonia mananjebensis Humbert
- Begonia mangorensis Humbert
- Begonia manhaoensis S.H.Huang & Y.M.Shui
- Begonia manicata Brongn.
- Begonia manillensis A.DC.
- Begonia mannii Hook.f.
- Begonia manuselaensis Ardhaka & Ardi
- Begonia maracayuensis Parodi
- Begonia mariae L.B.Sm.
- Begonia mariaensis Rimi & Simun
- Begonia mariannensis Wassh. & McClellan
- Begonia marinae Tebbitt
- Begonia mariti Burt-Utley
- Begonia marnieri Keraudren
- Begonia marojejyensis Humbert
- Begonia martabanica A.DC.
- Begonia martinezii Burt-Utley & Utley
- Begonia masarangensis Irmsch.
- Begonia mashanica D.Fang & D.H.Qin
- Begonia masoalaensis M.Hughes
- Begonia masoniana Irmsch. ex Ziesenh.
- Begonia matangensis S.Julia & Kiew
- Begonia matogrossensis L.B.Sm. ex S.F.Sm. & Wassh.
- Begonia mattos-silvae L.B.Sm. ex S.F.Sm. & Wassh.
- Begonia matudae Burt-Utley & Utley
- Begonia maurandiae A.DC.
- Begonia maxwelliana King
- Begonia maynensis A.DC.
- Begonia mazae Ziesenh.
- Begonia mbangaensis Sosef
- Begonia mcphersonii Burt-Utley & Utley
- Begonia mearnsii Merr.
- Begonia media Merr. & L.M.Perry
- Begonia medusae Linden
- Begonia megacarpa Merr.
- Begonia megalantha Merr.
- Begonia megalophyllaria C.Y.Wu
- Begonia megaptera A.DC.
- Begonia mekonggensis Girm. & Wiriad.
- Begonia melanobullata C.I Peng & C.W.Lin
- Begonia melanosticta Chong & Guanih
- Begonia melikopia Kiew
- Begonia melinauensis S.Julia & Kiew
- Begonia membranacea A.DC.
- Begonia mendumae M.Hughes
- Begonia menglianensis Y.Y.Qian
- Begonia mengtzeana Irmsch.
- Begonia mentewangensis Girm.
- Begonia meridensis A.DC.
- Begonia meriraiensis S.Julia & Kiew
- Begonia merrilliana C.I Peng, Rubite, C.W.Lin & K.F.Chung
- Begonia merrittii Merr.
- Begonia metallicolor C.W.Lin & C.I Peng
- Begonia meyeri-johannis Engl.
- Begonia meysseliana Linden
- Begonia michoacana L.B.Sm. & B.G.Schub.
- Begonia micranthera Griseb.
- Begonia microcarpa A.DC.
- Begonia microphylla (Klotzsch) A.DC.
- Begonia microptera Hook.f.
- Begonia microsperma Warb.
- Begonia mildbraedii Gilg
- Begonia militaris L.B.Sm. & B.G.Schub.
- Begonia mindanaensis Warb.
- Begonia mindorensis Merr.
- Begonia minicarpa H.Hara
- Begonia minjemensis Irmsch.
- Begonia minor Jacq.
- Begonia minuscula Aver.
- Begonia minuta Sosef
- Begonia minutiflora Sands
- Begonia minutifolia N.Hallé
- Begonia miranda Irmsch.
- Begonia modestiflora Kurz
- Begonia molinana Burt-Utley
- Begonia molleri (C.DC.) Warb.
- Begonia mollicaulis Irmsch.
- Begonia mollis A.DC.
- Begonia monadelpha (Klotzsch) Ruiz & Pav. ex A.DC.
- Begonia monantha Warb.
- Begonia moneta C.I Peng, Rimi & C.W.Lin
- Begonia monicae Aymonin & Bosser
- Begonia monophylla Pav. ex A.DC.
- Begonia montana (A.DC.) Warb.
- Begonia montaniformis C.I Peng, C.W.Lin & H.Q.Nguyen
- Begonia monte-alenensis Sosef
- Begonia montis-bismarckii Warb.
- Begonia montis-elephantis J.J.de Wilde
- Begonia mooreana (Irmsch.) L.L.Forrest & Hollingsw.
- Begonia morelii Irmsch. ex Kareg.
- Begonia morifolia T.T.Yu
- Begonia morii Burt-Utley
- Begonia morrisiorum Rekha Morris & P.D.McMillan
- Begonia morsei Irmsch.
- Begonia moszkowskii Irmsch.
- Begonia motozintlensis Burt-Utley & Utley
- Begonia moysesii Brade
- Begonia mucronistipula C.DC.
- Begonia muliensis T.T.Yu
- Begonia multangula Blume
- Begonia multibracteata Girm.
- Begonia multidentata Warb.
- Begonia multijugata M.Hughes
- Begonia multinervia Liebm.
- Begonia multistaminea Burt-Utley
- Begonia muricata Blume
- Begonia murina Craib
- Begonia murudensis Merr.
- Begonia murumensis S.Julia & C.Y.Ling
- Begonia myanmarica C.I Peng & Y.D.Kim
- Begonia mystacina L.B.Sm. & Wassh.
- Begonia mysteriosa L.Kollmann & A.P.Fontana
- Begonia nagaensis Kiew & S.Julia
- Begonia nahangensis Aver. & H.Q.Nguyen
- Begonia nana L'Hér.
- Begonia nantoensis M.J.Lai & N.J.Chung
- Begonia napoensis L.B.Sm. & Wassh.
- Begonia natunaensis C.W.Lin & C.I Peng
- Begonia naumoniensis Irmsch.
- Begonia neglecta A.DC.
- Begonia negrosensis Elmer
- Begonia nelumbiifolia Schltdl. & Cham.
- Begonia nemoralis L.B.Sm. & B.G.Schub.
- Begonia neocomensium A.DC.
- Begonia neoharlingii L.B.Sm. & Wassh.
- Begonia neoperrieri Humbert ex Aymonin & Bosser
- Begonia neopurpurea L.B.Sm. & Wassh.
- Begonia nepalensis (A.DC.) Warb.
- Begonia nephrophylla Undaharta & Ardi
- Begonia nevadensis Dorr
- Begonia niahensis K.G.Pearce
- Begonia nigritarum Steud.
- Begonia ningmingensis D.Fang, Y.G.Wei & C.I.Peng
- Begonia nivea Parish ex Kurz
- Begonia nix C.W.Lin & C.I Peng
- Begonia nobmanniae D.C.Thomas & Ardi
- Begonia nossibea A.DC.
- Begonia nosymangabensis Scherber. & Duruiss.
- Begonia notata Craib
- Begonia nothobaramensis Joffre
- Begonia notiophila Urb.
- Begonia novalombardiensis L.Kollmann
- Begonia novogranatae A.DC.
- Begonia novoguineensis Merr. & L.M.Perry
- Begonia nubicola L.B.Sm. & B.G.Schub.
- Begonia nuda Irmsch.
- Begonia nummulariifolia Putz.
- Begonia nurii Irmsch.
- Begonia nuwakotensis S.Rajbh.
- Begonia nyassensis Irmsch.
- Begonia nymphaeifolia T.T.Yu
- Begonia oaxacana A.DC.
- Begonia obdeltata Gregório & E.L.Jacques
- Begonia oblanceolata Rusby
- Begonia obliqua L. - típusfaj
- Begonia obliquifolia S.H.Huang & Y.M.Shui
- Begonia oblongata Merr.
- Begonia oblongifolia Stapf
- Begonia obovatistipula C.DC.
- Begonia obovoidea Craib
- Begonia obscura Brade
- Begonia obsolescens Irmsch.
- Begonia obtecticaulis Irmsch.
- Begonia obtusifolia Merr.
- Begonia occhionii Brade
- Begonia octopetala L'Hér.
- Begonia odeteiantha Handro
- Begonia oellgaardii L.B.Sm. & Wassh.
- Begonia olbia Kerch.
- Begonia oligandra Merr. & L.M.Perry
- Begonia oligantha Merr.
- Begonia oligophylla Blume ex Miq.
- Begonia olivacea Ardi
- Begonia oliveri L.B.Sm. & B.G.Schub.
- Begonia olsoniae L.B.Sm. & B.G.Schub.
- Begonia ophiogyna L.B.Sm. & B.G.Schub.
- Begonia opuliflora Putz.
- Begonia orbiculata Jack
- Begonia orchidiflora Griff.
- Begonia oreodoxa Chun & F.Chun
- Begonia oreophila Kiew
- Begonia organensis Brade
- Begonia ornithocarpa Standl.
- Begonia ornithophylla Irmsch.
- Begonia otophora Merr. & L.M.Perry
- Begonia otophylla L.B.Sm. & B.G.Schub.
- Begonia ovatifolia A.DC.
- Begonia oxyanthera Warb.
- Begonia oxyloba Welw. ex Hook.f.
- Begonia oxysperma A.DC.
- Begonia oxyura Merr. & L.M.Perry
- Begonia ozotothrix D.C.Thomas
- Begonia pachypoda L.Kollmann & Peixoto
- Begonia pachyrhachis L.B.Sm. & Wassh.
- Begonia padangensis Irmsch.
- Begonia padawanensis C.W.Lin & C.I Peng
- Begonia paganuccii Gregório & J.A.S.Costa
- Begonia palawanensis Merr.
- Begonia paleacea Kurz
- Begonia paleata A.DC.
- Begonia palmata D.Don
- Begonia palmeri S.Watson
- Begonia panamensis Burt-Utley & Utley
- Begonia panayensis Merr.
- Begonia panchtharensis S.Rajbh.
- Begonia paniculata Parodi
- Begonia pantherina Putz. ex Linden
- Begonia paoana Kiew & S.Julia
- Begonia papuana Warb.
- Begonia papulifolia S.Julia & C.Y.Ling
- Begonia papyraptera Sands
- Begonia paracauliflora Rimi, C.I Peng & S.M.Ku
- Begonia paraguayensis Parodi
- Begonia paranaensis Brade
- Begonia parcifolia C.DC.
- Begonia parilis Irmsch.
- Begonia parishii C.B.Clarke
- Begonia parva Merr.
- Begonia parviflora Poepp. & Endl.
- Begonia parvifolia Schott
- Begonia parvilimba Merr.
- Begonia parvistipulata Irmsch.
- Begonia parvula H.Lév. & Vaniot
- Begonia parvuliflora A.DC.
- Begonia pasamanensis M.Hughes
- Begonia pastoensis A.DC.
- Begonia paucilobata C.Y.Wu
- Begonia paulensis A.DC.
- Begonia paupercula King
- Begonia pavonina Ridl.
- Begonia payung S.Julia & Kiew
- Begonia pearcei Hook.f.
- Begonia pectennervia L.B.Sm. & Wassh.
- Begonia pedata Liebm.
- Begonia pedatifida H.Lév.
- Begonia pediophylla Merr. & L.M.Perry
- Begonia pedunculosa Wall.
- Begonia peekelii Irmsch.
- Begonia peii C.Y.Wu
- Begonia pelargoniiflora J.J.de Wilde & J.C.Arends
- Begonia peltata Otto & A.Dietr.
- Begonia peltatifolia Li
- Begonia peltifolia Schott
- Begonia peltigera Irmsch.
- Begonia pendula Ridl.
- Begonia pengchingii Phutthai & M.Hughes
- Begonia pengii S.M.Ku & Yan Liu
- Begonia penrissenensis Kiew & S.Julia
- Begonia pensilis L.B.Sm. & Wassh.
- Begonia pentandra W.N.Takeuchi
- Begonia pentaphragmifolia Ridl.
- Begonia pentaphylla Walp.
- Begonia peperomioides Hook.f.
- Begonia per-dusenii Brade
- Begonia perakensis King
- Begonia peridoticola Rimi, C.I Peng & C.W.Lin
- Begonia peristegia Stapf
- Begonia pernambucensis Brade
- Begonia perpusilla A.DC.
- Begonia perrieri Bois
- Begonia perryae L.B.Sm. & Wassh.
- Begonia peruibensis Handro
- Begonia peruviana A.DC.
- Begonia petasitifolia Brade
- Begonia phamiana Kiew
- Begonia phantasma Tebbitt
- Begonia philodendroides Ziesenh.
- Begonia phoeniogramma Ridl.
- Begonia phrixophylla Blatt. & McCann
- Begonia phuthoensis H.Q.Nguyen
- Begonia phutthaii M.Hughes
- Begonia physandra Merr. & L.M.Perry
- Begonia pickelii Irmsch.
- Begonia picta Sm.
- Begonia picturata Yan Liu, S.M.Ku & C.I Peng
- Begonia pierrei Gagnep.
- Begonia pilgeriana Irmsch.
- Begonia pilosa Jack
- Begonia pilosella Irmsch.
- Begonia pinetorum A.DC.
- Begonia pinglinensis C.I Peng
- Begonia pinheironis L.B.Sm. ex S.F.Sm. & Wassh.
- Begonia pinnatifida Merr. & L.M.Perry
- Begonia piresiana Handro
- Begonia piring Kiew & S.Julia
- Begonia piurensis L.B.Sm. & B.G.Schub.
- Begonia plantaginea L.B.Sm. & B.G.Schub.
- Begonia platanifolia Schott
- Begonia platycarpa Y.M.Shui & W.H.Chen
- Begonia platyphylla Merr.
- Begonia platyptera Urb.
- Begonia plebeia Liebm.
- Begonia pleioclada Irmsch.
- Begonia pleiopetala A.DC.
- Begonia plieranensis S.Julia & C.Y.Ling
- Begonia plumieri Kunth ex A.DC.
- Begonia pluvialis L.B.Sm. ex S.F.Sm. & Wassh.
- Begonia poculifera Hook.f.
- Begonia poilanei Kiew
- Begonia polilloensis Tebbitt
- Begonia polyandra Irmsch.
- Begonia polyclada C.I Peng, C.W.Lin & Rubite
- Begonia polygonata Liebm.
- Begonia polygonifolia A.DC.
- Begonia polygonoides Hook.f.
- Begonia polypetala A.DC.
- Begonia polytricha C.Y.Wu
- Begonia popenoei Standl.
- Begonia porteana Van Geert
- Begonia porteri H.Lév. & Vaniot
- Begonia portillana S.Watson
- Begonia postarii Kiew
- Begonia potamophila Gilg
- Begonia praerupta Irmsch.
- Begonia praetermissa Kiew
- Begonia prasinimarginata S.Julia
- Begonia preussii Warb.
- Begonia prieurii A.DC.
- Begonia princeae Gilg
- Begonia princeps (Klotzsch) A.DC.
- Begonia pringlei S.Watson
- Begonia prionophylla Irmsch.
- Begonia prionota D.C.Thomas & Ardi
- Begonia prismatocarpa Hook.
- Begonia procridifolia Wall. ex A.DC.
- Begonia prolifera A.DC.
- Begonia prolixa Craib
- Begonia promethea Ridl.
- Begonia propinqua Ridl.
- Begonia pruinata (Klotzsch) A.DC.
- Begonia pryeriana Ridl.
- Begonia pseudodaedalea P.D.McMillan & Rekha Morris
- Begonia pseudodaxinensis S.M.Ku, Yan Liu & C.I Peng
- Begonia pseudodryadis C.Y.Wu
- Begonia pseudoglauca Irmsch.
- Begonia pseudolateralis Warb.
- Begonia pseudoleprosa C.I Peng, Yan Liu & S.M.Ku
- Begonia pseudolubbersii Brade
- Begonia pseudomuricata Girm.
- Begonia pseudopeltata Burt-Utley & Utley
- Begonia pseudopleiopetala Tebbitt
- Begonia pseudoscottii Girm.
- Begonia pseudosubperfoliata Phutthai & M.Hughes
- Begonia pseudoviola Gilg
- Begonia psilophylla Irmsch.
- Begonia pteridiformis Phutthai
- Begonia pteridoides Scherber. & Duruiss.
- Begonia puberula Sosef
- Begonia pubescens Ridl.
- Begonia pudica L.B.Sm. & B.G.Schub.
- Begonia pulchella Raddi
- Begonia pulcherrima Sosef
- Begonia pulchra (Ridl.) L.L.Forrest & Hollingsw.
- Begonia pulchrifolia D.K.Tian & Ce H.Li
- Begonia pululahuana C.DC.
- Begonia pulvinifera C.I Peng & Yan Liu
- Begonia pumila Craib
- Begonia pumilio Irmsch.
- Begonia punbatuensis Kiew
- Begonia punchak Kiew & S.Julia
- Begonia purdieana A.DC.
- Begonia purpureofolia S.H.Huang & Y.M.Shui
- Begonia purpusii Houghton ex Ziesenh.
- Begonia puspitae Ardi
- Begonia pustulata Liebm.
- Begonia puttii Craib
- Begonia pycnantha Urb. & Ekman
- Begonia pygmaea Irmsch.
- Begonia pyrrha Ridl.
- Begonia quadrialata Warb.
- Begonia quaternata L.B.Sm. & B.G.Schub.
- Begonia quercifolia A.DC.
- Begonia rabilii Craib
- Begonia racemiflora Ortgies ex C.Chev.
- Begonia racemosa Jack
- Begonia rachmatii Tebbitt
- Begonia radicans Vell.
- Begonia rafael-torresii Burt-Utley
- Begonia raimondii Irmsch.
- Begonia rajah Ridl.
- Begonia rambaiensis Kiew
- Begonia rambutan Rimi
- Begonia ramentacea Paxton
- Begonia ramlanii Rimi & Handry
- Begonia ramosii Merr.
- Begonia ramosissima Kiew & S.Julia
- Begonia ranaiensis Girm.
- Begonia randiana Merr. & L.M.Perry
- Begonia rantemarioensis D.C.Thomas & Ardi
- Begonia raoensis M.Hughes
- Begonia ravenii C.I.Peng & Y.K.Chen
- Begonia razafinjohanyi Aymonin & Bosser
- Begonia reflexisquamosa C.Y.Wu
- Begonia reginula Kiew
- Begonia relicta L.B.Sm. & B.G.Schub.
- Begonia renek Rimi
- Begonia renifolia Irmsch.
- Begonia reniformis Dryand.
- Begonia repens Lam.
- Begonia repenticaulis Irmsch.
- Begonia reptans Benth.
- Begonia retakensis (Sands) Joffre
- Begonia retinervia D.Fang, D.H.Qin & C.I.Peng
- Begonia retusa O.E.Schulz
- Begonia rex Putz.
- Begonia rheifolia Irmsch.
- Begonia rhizocaulis (Klotzsch) A.DC.
- Begonia rhodantha Ridl.
- Begonia rhodochaeta S.Julia & Kiew
- Begonia rhodochlamys L.B.Sm. & B.G.Schub.
- Begonia rhodoneura S.Julia
- Begonia rhodophylla C.Y.Wu
- Begonia rhodotricha S.Julia & C.Y.Ling
- Begonia rhoephila Ridl.
- Begonia rhombipetala S.Julia & C.Y.Ling
- Begonia rhyacophila Kiew
- Begonia rhynchocarpa Y.M.Shui & W.H.Chen
- Begonia rieckei Warb.
- Begonia riedelii A.DC.
- Begonia rigida (Klotzsch) Regel ex A.DC.
- Begonia rigidifolia Aver.
- Begonia rimarum Craib
- Begonia riparia Irmsch.
- Begonia rizalensis Merr.
- Begonia robusta Blume
- Begonia rockii Irmsch.
- Begonia roezlii Regel
- Begonia rongjiangensis T.C.Ku
- Begonia rosacea Putz.
- Begonia roseibractea Ziesenh.
- Begonia roseopunctata Kiew
- Begonia rossmanniae A.DC.
- Begonia rostrata Welw. ex Hook.f.
- Begonia rotunda Vell.
- Begonia rotundibracteata Kiew
- Begonia rotundifolia Lam.
- Begonia rotundilimba S.H.Huang & Y.M.Shui
- Begonia roxburghii (Miq.) A.DC.
- Begonia rubella Buch.-Ham. ex D.Don
- Begonia rubida Ridl.
- Begonia rubiginosipes Irmsch.
- Begonia rubinea Hong Z.Li & H.Ma
- Begonia rubiteae M.Hughes
- Begonia ruboides C.M.Hu
- Begonia rubricaulis Hook.
- Begonia rubriflora L.Kollmann
- Begonia rubrifolia Merr.
- Begonia rubrobracteolata S.Julia & C.Y.Ling
- Begonia rubromarginata Gilg
- Begonia rubronervata De Wild.
- Begonia rubropilosa A.DC.
- Begonia rubropunctata S.H.Huang & Y.M.Shui
- Begonia rubrosetosa Aver.
- Begonia rubrotepala S.Julia
- Begonia rubrotincta L.B.Sm. & B.G.Schub.
- Begonia rufa Thunb.
- Begonia rufipila Merr.
- Begonia rufosericea Toledo
- Begonia rugosula Aver.
- Begonia ruhlandiana Irmsch.
- Begonia rumpiensis Kupicha
- Begonia rupium Irmsch.
- Begonia ruschii L.Kollmann
- Begonia russelliana L.B.Sm. ex S.F.Sm. & Wassh.
- Begonia ruthiae S.Julia
- Begonia rutilans (Klotzsch) A.DC.
- Begonia rwandensis J.C.Arends
- Begonia sabahensis Kiew & J.H.Tan
- Begonia sadirensis Kiew & S.Julia
- Begonia sageaensis Wiriad.
- Begonia salaziensis (Gaudich.) Warb.
- Begonia salesopolensis S.J.Gomes da Silva & Mamede
- Begonia salisburyana Irmsch.
- Begonia salomonensis Merr. & L.M.Perry
- Begonia samarensis Merr.
- Begonia sambiranensis Humbert ex Aymonin & Bosser
- Begonia samhaensis M.Hughes & A.G.Mill.
- Begonia sandalifolia C.B.Clarke
- Begonia sandsiana W.N.Takeuchi
- Begonia sandtii Houghton ex Ziesenh.
- Begonia sanguinea Raddi
- Begonia sanguineopilosa D.C.Thomas & Ardi
- Begonia santarosensis Kuntze
- Begonia santos-limae Brade
- Begonia sarangica Kiew & S.Julia
- Begonia sarasinorum Irmsch.
- Begonia sarawakensis Ridl.
- Begonia sarcocarpa Ridl.
- Begonia sarmentacea Brilmayer
- Begonia sarmentosa L.B.Sm. & Wassh.
- Begonia sartorii Liebm.
- Begonia satrapis C.B.Clarke
- Begonia saxicola A.DC.
- Begonia saxifraga A.DC.
- Begonia saxifragifolia Craib
- Begonia scabrida A.DC.
- Begonia scapigera Hook.f.
- Begonia schaeferi Engl.
- Begonia scharffii Hook.f.
- Begonia schliebenii Irmsch.
- Begonia schlumbergeriana Lem.
- Begonia schulziana Urb. & Ekman
- Begonia sciadiophora L.B.Sm. & B.G.Schub.
- Begonia sciaphila Gilg ex Engl.
- Begonia scintillans Dunn
- Begonia scitifolia Irmsch.
- Begonia scorpiocaulis Moonlight & Tebbitt
- Begonia scortechinii King
- Begonia scottii Tebbitt
- Begonia scutifolia Hook.f.
- Begonia scutulum Hook.f.
- Begonia secunda L.B.Sm. & Wassh.
- Begonia seemanniana A.DC.
- Begonia segregata L.B.Sm. & B.G.Schub.
- Begonia semidigitata Brade
- Begonia semiovata Liebm.
- Begonia semiparietalis Yan Liu, S.M.Ku & C.I Peng
- Begonia semongkatensis Girm.
- mindignyíló begónia vagy kerti begónia (Begonia × semperflorens-cultorum) hort.
- Begonia sendangensis Ardi
- Begonia serapatensis Kiew & S.Julia
- Begonia serianensis C.W.Lin & C.I Peng
- Begonia sericoneura Liebm.
- Begonia serotina A.DC.
- Begonia serpens Merr.
- Begonia serranegrae L.B.Sm. ex S.F.Sm. & Wassh.
- Begonia serraticauda Merr. & L.M.Perry
- Begonia serratipetala Irmsch.
- Begonia sessilifolia Hook.f.
- Begonia setiamensis S.Julia & Kiew
- Begonia setifolia Irmsch.
- Begonia setulosa Bertol.
- Begonia setulosopeltata C.Y.Wu
- Begonia seychellensis Hemsl.
- Begonia sharpeana F.Muell.
- Begonia shilendrae Rekha Morris & P.D.McMillan
- Begonia siamensis Gagnep.
- Begonia sibthorpioides Ridl.
- Begonia sibutensis Sands
- Begonia siccacaudata J.Door.
- Begonia sikkimensis A.DC.
- Begonia silletensis (A.DC.) C.B.Clarke
- Begonia silverstonei Jara
- Begonia simolapensis Ardi
- Begonia simulans Merr. & L.M.Perry
- Begonia simunii Rimi
- Begonia sinobrevicaulis T.C.Ku
- Begonia sinofloribunda Dorr
- Begonia sinovietnamica C.Y.Wu
- Begonia sinuata Wall. ex Meisn.
- Begonia siregarii Ardi & D.C.Thomas
- Begonia sirukitii S.Julia & C.Y.Ling
- Begonia sizemoreae Kiew
- Begonia skutchii Burt-Utley & Utley
- Begonia sleumeri L.B.Sm. & B.G.Schub.
- Begonia smilacina A.DC.
- Begonia smithiae Geddes
- Begonia smithiana T.T.Yu ex Irmsch.
- Begonia socia Craib
- Begonia socotrana Hook.f.
- Begonia sodiroi C.DC.
- Begonia sogerensis Ridl.
- Begonia solananthera A.DC.
- Begonia solimutata L.B.Sm. & Wassh.
- Begonia solitudinis Brade
- Begonia soluta Craib
- Begonia somervillei Hemsl.
- Begonia sonderiana Irmsch.
- Begonia sonlaensis Aver.
- Begonia sootepensis Craib
- Begonia soror Irmsch.
- Begonia sosefiana J.J.de Wilde & Valk.
- Begonia sousae Burt-Utley
- Begonia spadiciflora L.B.Sm. & B.G.Schub.
- Begonia sparreana L.B.Sm. & Wassh.
- Begonia sparsipila Baker
- Begonia speculum Moonlight & Tebbitt
- Begonia speluncae Ridl.
- Begonia sphenantheroides C.I Peng
- Begonia sphenocarpa Irmsch.
- Begonia spilotophylla F.Muell.
- Begonia spinibarbis Irmsch.
- Begonia squamipes Irmsch.
- Begonia squamulosa Hook.f.
- Begonia squarrosa Liebm.
- Begonia staudtii Gilg
- Begonia stellata Sosef
- Begonia stenocardia L.B.Sm. & B.G.Schub.
- Begonia stenogyna Sands
- Begonia stenolepis L.B.Sm. & R.C.Sm.
- Begonia stenophylla A.DC.
- Begonia stenotepala L.B.Sm. & B.G.Schub.
- Begonia stevei M.Hughes
- Begonia steyermarkii L.B.Sm. & B.G.Schub.
- Begonia stichochaete K.G.Pearce
- Begonia stictopoda (Miq.) Miq. ex A.DC.
- Begonia stigmosa Lindl.
- Begonia stilandra Merr. & L.M.Perry
- Begonia stipularis Spreng.
- Begonia stolzii Irmsch.
- Begonia strachwitzii Warb. ex Irmsch.
- Begonia strictinervis Irmsch.
- Begonia strictipetiolaris Irmsch.
- Begonia strigillosa A.Dietr.
- Begonia strigosa (Warb.) L.L.Forrest & Hollingsw.
- Begonia strigulosa (Hassk.) A.DC.
- Begonia suaviola Jara
- Begonia subacida Irmsch.
- Begonia subacutata De Wild.
- Begonia subalpestris A.Chev.
- Begonia subcaudata Rusby ex L.B.Sm. & Schub.
- Begonia subciliata A.DC.
- Begonia subcoriacea C.I Peng, Yan Liu & S.M.Ku
- Begonia subcostata Rusby
- Begonia subcyclophylla Irmsch.
- Begonia subelliptica Merr. & L.M.Perry
- Begonia subhowii S.H.Huang
- Begonia subisensis K.G.Pearce
- Begonia sublobata Jack
- Begonia sublongipes Y.M.Shui
- Begonia subnummularifolia Merr.
- Begonia suboblata D.Fang & D.H.Qin
- Begonia suborbiculata Merr.
- Begonia subpeltata Wight
- Begonia subperfoliata Parish ex Kurz
- Begonia subprostrata Merr.
- Begonia subscutata De Wild.
- Begonia subspinulosa Irmsch.
- Begonia subtruncata Merr.
- Begonia subvillosa Klotzsch
- Begonia subviridis Craib
- Begonia sudjanae C.-A.Jansson
- Begonia suffrutescens Merr. & L.M.Perry
- Begonia sukutensis Burt-Utley & Utley
- Begonia sumbawaensis Girm.
- Begonia summoglabra T.T.Yu
- Begonia sunorchis C.Chev.
- Begonia superciliaris C.W.Lin & C.I Peng
- Begonia suprafastigiata Irmsch.
- Begonia surculigera Kurz
- Begonia susaniae Sosef
- Begonia sutherlandii Hook.f.
- Begonia sychnantha L.B.Sm. & Wassh.
- Begonia sykakiengii Rubite, C.I Peng, C.W.Lin & K.F.Chung
- Begonia sylvatica A.DC.
- Begonia sylvestris A.DC.
- Begonia symbracteosa L.L.Forrest & Hollingsw.
- Begonia symgeraniifolia L.L.Forrest & Hollingsw.
- Begonia symhirta L.L.Forrest & Hollingsw.
- Begonia sympapuana L.L.Forrest & Hollingsw.
- Begonia symparvifolia L.L.Forrest & Hollingsw.
- Begonia sympodialis Irmsch.
- Begonia symsanguinea L.L.Forrest & Hollingsw.
- Begonia tacana Ziesenh.
- Begonia tafaensis Merr. & L.M.Perry
- Begonia tafiensis Lillo
- Begonia tagbanua M.Hughes, C.I Peng & Rubite
- Begonia × taipeiensis C.I.Peng
- Begonia taiwaniana Hayata
- Begonia taliensis Gagnep.
- Begonia taligera S.Rajbh.
- Begonia tambelanensis (Irmsch.) Kiew
- Begonia tamdaoensis C.I Peng
- Begonia tampinica Burkill ex Irmsch.
- Begonia tanala Humbert
- Begonia tandangii C.I.Peng & Rubite
- Begonia taniana Guanih
- Begonia tapatia Burt-Utley & McVaugh
- Begonia taraw C.I Peng, Rubite & M.Hughes
- Begonia tarokoensis M.J.Lai
- Begonia tatoniana R.Wilczek
- Begonia tawaensis Merr.
- Begonia tayabensis Merr.
- Begonia tayloriana Irmsch.
- Begonia tebiang S.Julia & Kiew
- Begonia temburongensis Sands
- Begonia tenasserimensis Phutthai & M.Hughes
- Begonia tenera Dryand.
- Begonia tenericaulis Ridl.
- Begonia tengchiana C.I Peng & Y.K.Chen
- Begonia tenuifolia Dryand.
- Begonia tenuis Burt-Utley & Utley
- Begonia tenuissima S.Julia & C.Y.Ling
- Begonia tepuiensis Moonlight & Jara
- Begonia tessaricarpa C.B.Clarke
- Begonia tetralobata Y.M.Shui
- Begonia tetrandra Irmsch.
- Begonia teuscheri Linden ex André
- Begonia teysmanniana (Miq.) Miq. ex B.D.Jacks.
- Begonia thaipingensis King
- Begonia thelmae L.B.Sm. & Wassh.
- Begonia thiemei C.DC.
- Begonia thomeana C.DC.
- Begonia thomsonii A.DC.
- Begonia thyrsoidea Irmsch.
- Begonia tigrina Kiew
- Begonia tiliifolia C.DC.
- Begonia timorensis (Miq.) Golding & Kareg.
- Begonia tindan Rimi & Kinahim
- Begonia tinjanii S.Julia
- Begonia titoevangelistae Tandang & Rubite
- Begonia tlapensis Burt-Utley & Utley
- Begonia togashii Nob.Tanaka & C.I Peng
- Begonia toledana L.B.Sm. & B.G.Schub.
- Begonia toledoana Handro
- Begonia tomaniensis Rimi
- Begonia tomentosa Schott
- Begonia tonduzii C.DC. ex T.Durand & Pittier
- Begonia tonkinensis Gagnep.
- Begonia torajana D.C.Thomas & Ardi
- Begonia torricellensis Warb.
- Begonia trianae (A.DC.) Warb.
- Begonia triangularis Kiew & C.Y.Ling
- Begonia tribenensis C.R.Rao
- Begonia tribracteata Irmsch.
- Begonia trichocarpa Dalzell
- Begonia trichochila Warb.
- Begonia trichopoda (Miq.) Miq.
- Begonia trichosepala C.DC.
- Begonia tricuspidata C.B.Clarke
- Begonia triginticollium Girm.
- Begonia trigonocarpa Ridl.
- Begonia triradiata C.B.Clarke
- Begonia trispathulata (A.DC.) Warb.
- Begonia tropaeolifolia A.DC.
- Begonia trujillensis L.B.Sm.
- Begonia trullifolia Guillaumin
- Begonia truncatiloba Irmsch.
- Begonia truncicola Sodiro ex C.DC.
- Begonia tsaii Irmsch.
- Begonia tsaratananensis Aymonin & Bosser
- Begonia tsimihety Humbert
- Begonia tsoongii C.Y.Wu
- gumós begónia (Begonia × tuberhybrida) Voss
- Begonia tuberculosa Girm.
- Begonia tumbezensis Irmsch.
- Begonia turbinata Ridl.
- Begonia turrialbae Burt-Utley & Utley
- Begonia ubahribuensis S.Julia & Kiew
- Begonia udisilvestris C.DC.
- Begonia ulmifolia Willd.
- Begonia umbellata Kunth
- Begonia umbraculifera Hook.f.
- Begonia umbraculifolia Y.Wan & B.N.Chang
- Begonia umbratica S.Julia
- Begonia unduavensis Rusby
- Begonia undulata Schott
- Begonia uniflora S.Watson
- Begonia unilateralia Rusby
- Begonia urdanetensis Elmer
- Begonia urophylla Hook.
- Begonia ursina L.B.Sm. & B.G.Schub.
- Begonia urticae L.f.
- Begonia uruapensis Sessé & Moc.
- Begonia urubambensis Tebbitt
- Begonia urunensis Kiew
- Begonia vaccinioides Sands
- Begonia vagans Craib
- Begonia valdensium A.DC.
- Begonia vallicola Kiew
- Begonia valvata L.B.Sm. & B.G.Schub.
- Begonia vanderentii Rossiti
- Begonia vandewateri Ridl.
- Begonia vankerckhovenii De Wild.
- Begonia vanoverberghii Merr.
- Begonia vareschii Irmsch.
- Begonia variabilis Ridl.
- Begonia variegata Y.M.Shui & W.H.Chen
- Begonia variifolia Y.M.Shui & W.H.Chen
- Begonia varipeltata D.C.Thomas
- Begonia varistyle Irmsch.
- Begonia veitchii Hook.f.
- Begonia velata L.B.Sm. & B.G.Schub.
- Begonia velloziana Walp.
- Begonia venosa Skan ex Hook.f.
- Begonia venusta King
- Begonia verecunda M.Hughes
- Begonia vermeulenii D.C.Thomas
- Begonia verruculosa L.B.Sm.
- Begonia versicolor Irmsch.
- Begonia vespipropinqua Chong
- Begonia vestita C.DC.
- Begonia vicina Irmsch.
- Begonia vietnamensis H.Q.Nguyen & C.I Peng
- Begonia villifolia Irmsch.
- Begonia vincentina O.E.Schulz
- Begonia violifolia A.DC.
- Begonia viridiflora A.DC.
- Begonia viscida Ziesenh.
- Begonia viscosa Aver. & H.Q.Nguyen
- Begonia vitiensis A.C.Sm.
- Begonia vittariifolia N.Hallé
- Begonia vuijckii Koord.
- Begonia vulgaris S.Julia & Kiew
- Begonia wadei Merr. & Quisumb.
- Begonia wageneriana (Klotzsch) Hook.
- Begonia wakefieldii Gilg ex Engl.
- Begonia wallacei C.W.Lin & C.I Peng
- Begonia wallichiana Lehm.
- Begonia walteriana Irmsch.
- Begonia wangii T.T.Yu
- Begonia warburgii K.Schum. & Lauterb.
- Begonia wariana Irmsch.
- Begonia wasshauseniana L.Kollmann & Peixoto
- Begonia wattii C.B.Clarke
- Begonia watuwilensis Girm.
- Begonia weberbaueri Irmsch.
- Begonia weberi Merr.
- Begonia weberlingii Irmsch. ex Weberling
- Begonia weddeliana A.DC.
- Begonia weigallii Hemsl.
- Begonia wengeri C.E.C.Fisch.
- Begonia wenshanensis C.M.Hu
- Begonia wenzelii Merr.
- Begonia wilburii Burt-Utley & Utley
- Begonia wilkiei Coyle
- Begonia wilksii Sosef
- Begonia wilsonii Gagnep.
- Begonia windischii L.B.Sm. ex S.F.Sm. & Wassh.
- Begonia wollastonii Baker f.
- Begonia wollnyi Herzog
- Begonia woodii Merr.
- Begonia wrayi Hemsl.
- Begonia wrightiana A.DC.
- Begonia wui-senioris C.I Peng
- Begonia wurdackii L.B.Sm. & B.G.Schub.
- Begonia wutaiana C.I Peng & Y.K.Chen
- Begonia wuzhishanensis C.I Peng, X.H.Jin & S.M.Ku
- Begonia wyepingiana Kiew
- Begonia xanthina Hook.
- Begonia xilitlensis Burt-Utley
- Begonia xingyiensis T.C.Ku
- Begonia xinyiensis T.C.Ku
- Begonia xiphophylla Irmsch.
- Begonia xiphophylloides Kiew
- Begonia xishuiensis T.C.Ku
- Begonia xylopoda L.B.Sm. & B.G.Schub.
- Begonia yapenensis M.Hughes
- Begonia yappii Ridl.
- Begonia yiii Kiew & S.Julia
- Begonia yingjiangensis S.H.Huang
- Begonia yishanensis T.C.Ku
- Begonia ynesiae L.B.Sm. & Wassh.
- Begonia yui Irmsch.
- Begonia yunckeri Standl.
- Begonia zairensis Sosef
- Begonia zamboangensis Merr.
- Begonia zenkeriana L.B.Sm. & Wassh.
- Begonia zhangii D.Fang & D.H.Qin
- Begonia zhengyiana Y.M.Shui
- Begonia zimmermannii Peter ex Irmsch.
- Begonia zollingeriana (Klotzsch) A.DC.